# NGC 1227
NGC 1227 é uma galáxia espiral barrada (SB0-a) localizada na direcção da constelação de Perseus. Possui uma declinação de +35° 19' 31" e uma ascensão recta de 3 horas, 11 minutos e 07,8 segundos.
A galáxia NGC 1227 foi descoberta em 10 de Janeiro de 1880 por Édouard Jean-Marie Stephan.